# Roger Simons
Pour les articles homonymes, voir Simons.
Roger Simons, pseudonyme conjoint des époux Margaret Punnett, née en 1932 et Ivor Macaulay Punnett, est un auteur britannique de roman policier et de littérature d'enfance et de jeunesse.

## Biographie
Les époux Margaret et Ivor M. Punnett adoptent en 1959 le pseudonyme de Roger Simons pour consacrer une série de seize romans policiers aux enquêtes de l’inspecteur-chef Fadiman Wace de New Scotland Yard.  Flanqué de son assistant, le jeune sergent George Crow, Fadiman est un homme ordinaire au visage fatigué qui trouve néanmoins la solution des énigmes livrées à sa sagacité dans des récits policiers très standards.
Roger Simons signe également dans les années 1960 deux romans d’aventures pour adolescents.

## Œuvre

### Romans

#### SérieInspecteur Fadiman Wace
- The Houseboat Killings (1959) Publié en français sous le titre Un cadavre à bord, Paris, Librairie des Champs-Élysées, Le Masque no 733, 1961
- Murder Joins the Chorus (1960) Publié en français sous le titre Symphonie en noir et blanc, Paris, Librairie des Champs-Élysées, Le Masque no 1179, 1971 ; réédition, Paris, Librairie des Champs-Élysées, Le Club des Masques no 348, 1978
- A Frame for Murder (1960)
- Gamble with Death (1961)
- The Killing Chase (1962)
- Arrangement for Murder (1963)
- Silver and Death (1963) Publié en français sous le titre La Mort sur un plateau d’argent, Paris, Librairie des Champs-Élysées, Le Masque no 865, 1965 ; réédition, Paris, Librairie des Champs-Élysées, Le Club des Masques no 362, 1979
- Bullet for a Beast (1964)
- Death Reckoning (1965) Publié en français sous le titre La Belle Découverte, Paris, Librairie des Champs-Élysées, Le Masque no 999, 1968
- The Veil of Death (1966)
- Taxed to Death (1967) Publié en français sous le titre Fraudes Fiscales, Paris, Librairie des Champs-Élysées, Le Masque no 1019, 1968
- Death on Display (1968) Publié en français sous le titre Anglo-american Museum, Paris, Librairie des Champs-Élysées, Le Masque no 1067, 1969
- Murder First Class (1969)
- Reel of Death (1970) Publié en français sous le titre Sur un air de cornemuse, Paris, Librairie des Champs-Élysées, Le Masque no 1164, 1971 1965 ; réédition, Paris, Librairie des Champs-Élysées, Le Club des Masques no 476, 1982
- Picture of Death (1973)
- Murder by Design (1974)

#### Romans de littérature d'enfance et de jeunesse
- The Island Adventurer (1962)
- The Dolphin Sealed North (1966)

## Sources
- Jacques Baudou et Jean-Jacques Schleret, Le Vrai Visage du Masque, vol. 1, Paris, Futuropolis, 1984, 476 p. (OCLC 311506692), p. 403.